# Perejil de plata
El Perejil de Plata es la máxima distinción que concede la Fundación Juan Ramón Jiménez en Moguer, España. El objeto de la distinción es premiar servicios y beneficios especiales prestados por personas o entidades que contribuyan a la difusión de la Cultura en la provincia de Huelva, y a la promoción y profundización de la obra del premio Nobel Juan Ramón Jiménez.
El galardón se otorga mediante imposición de una joya-alfiler de plata de ley, con forma de ramita de perejil, y que lleva inscrita la leyenda de Juan Ramón, "Amor y Poesía cada día". 

## Galardonados
Lista de los galardonados con la distinción. 
| Año  | Galardonados |
| ---- | --- |
| 1990 | Eugenio Florit |
| 1991 | Rafael Alberti y Rafael Hernández Colón |
| 1992 | Juan Carlos I |
| 1993 | Juan Pablo II y Manuel Chávez González |
| 1994 | José Quintero Ollero |
| 1997 | Universidad de Huelva |
| 1998 | Francisco Hernández-Pinzón Jiménez |
| 1999 | Juan de Gorostidi |
| 2000 | Universidad de Puerto Rico, Antonio Campoamor González y Graciela Palau de Nemes                                                                                    |
| 2001 | Ayuntamiento de Malgrat de Mar |
| 2002 | Biblioteca Pública Zenobia y Juan Ramón (Moguer), IES Juan Ramón Jiménez (Moguer), Asociación Amas de Casa Zenobia Camprubí (Moguer) y CP Zenobia Camprubí (Moguer) |
| 2003 | Universidad Internacional de Andalucía. Sede Iberoamericana Sta Mª de la Rábida                                                                                     |
| 2005 | Manuel Ángel Vázquez Medel y Residencia de Estudiantes de Madrid.                                                                                                   |
| 2008 | Consejería de Educación de la Junta de Andalucía. |
| 2009 | Ateneo de Sevilla |
| 2010 | Carmen Hernández-Pinzón Moreno |
| 2011 | Archivo Histórico Nacional |
| 2012 | Ángel Sody de Rivas |
| 2013 | Francisco Díaz Olivares |
| 2015 | Emilia Cortés y Fundación José Manuel Lara |
| 2016 | Juan Miguel González Gómez |
| 2017 | Michael P. Predmore, y al director y actor José Luis Gómez |
| 2018 | Soledad González Ródenas |
| 2020 | Rocío Fernández Berrocal |
| 2021 | Jorge Urrutia Gómez |
| 2022 | José Antonio Expósito |
| 2023 | Gheorghe Vintan |